# Raul Silveira de Melo
Raul Silveira de Mello (Cruz Alta, 8 de fevereiro de 1882 — Rio de Janeiro, 25 de julho de 1984) foi um general brasileiro. Foi também um memorialista e dedicou parte de sua vida a Forte de Coimbra (uma fortificação do século XVIII que esta situada no distrito do município de Corumbá).
Escreveu inúmeras obras que assuntavam o forte, como por exemplo a obra A História de Forte de Coimbra e Para além dos Bandeirantes. Ajudou também a localizar os restos mortais de Ricardo Franco de Almeida Serra, que morreu em 21 de janeiro de 1809 dentro do forte, onde permanecem seus restos mortais em uma urna.

## Biografia
Nasceu na Fazenda São Joaquim da Boa Vista, em Cruz Alta, Rio Grande do Sul, filho de Rosalina Silveira de Mello e de João de Deus de Oliveira Mello, que foi intendente e depois prefeito daquele município. Teve mais 21 irmãos, dentre os quais, o mais jovem foi Dom Alonso Silveira de Melo, bispo-prelado de Diamantino.
Sentou praça em 1902, na Escola Preparatória e de Tática, em Rio Pardo. Aí permaneceu cerca de um ano e meio, pois a escola voltou para Porto Alegre, sua sede efetiva, onde concluiu o curso em dois anos. Foram seus colegas, entre outros, Getúlio Vargas, Eurico Gaspar Dutra, João Batista Mascarenhas de Morais e Francisco José Pinto.
No início de 1904, foi para o Rio de Janeiro e se matriculou na Escola Militar da Praia Vermelha. Em novembro daquele ano, porém, devido à adesão de vários alunos daquela instituição ao episódio conhecido como Revolta da Vacina, a escola foi fechada e os alunos transferidos para a Escola de Guerra de Porto Alegre.
Voltou ao Rio de Janeiro em 1922, para cursar na Escola de Aperfeiçoamento de Oficiais. Era então tenente, ao fim do curso, foi promovido a capitão, classificado no Quarto Batalhão de Engenharia, em Itajubá, Minas Gerais.
Esteve no Primeiro Batalhão de Engenharia, na Vila Militar, no Rio. À frente sua subunidade, a Companhia de Transmissões, deslocou-se com outras tropas legalistas para São Paulo ao eclodir a revolução de 5 de julho de 1924. Derrotados os insurrectos, Mello retornou para o Rio.
A revolução paulista repercutiu no Paraná e em Santa Catarina, onde houve motins. Uma coluna revolucionária alongou o movimento armado, de 1924 a 1926. Como chefe do Serviço de Engenharia das Forças em Operações naqueles estados, comandada pelo general Cândido Mariano da Silva Rondon, Melo era responsável pela abertura e conservação das estradas para facilitar a movimentação das tropas e de seu aprovisionamento. Posteriormente, em 1926, ocupando cargo idêntico no Maranhão, conheceu e se tornou amigo de Juarez Távora, que havia sido preso e detido no quartel-general legalista em São Luís.
Na patente de major, foi oficial às ordens do cardeal Pacelli, futuro Papa Pio XII, quando da sua visita oficial ao Brasil, em 1934, e assessor militar da representação brasileira na Sétima Conferência Internacional Americana em Montevidéu.
Como coronel, chefiou o gabinete da secretaria geral do Conselho de Segurança Nacional. Seu gabinete no Palácio do Catete era o mesmo que servira de apartamento onde se hospedara o cardeal Pacelli e onde o coronel Silveira mandou colocar uma placa comemorativa executada pela Casa da Moeda, preservada até os dias atuais pelo Museu da República, atual ocupante do palácio.
Em fevereiro de 1943, foi promovido a general-de-brigada, ocasião em que requereu sua transferência para a reserva por questões de saúde, mas continuou ativo no serviço público.
Foi membro efetivo da Comissão Especial da Faixa de Fronteiras, órgão do Conselho de Segurança Nacional, que tinha caráter civl. Além dos trabalhos de gabinete, as atividades da comissão exigiam inúmeras viagens de inspeção, das quais o general Silveira realizou dez, a municípios de fronteira, do Rio Grande do Sul ao Acre.  
Silveira de Mello teve que deixar a comissão quando esta se transferiu para Brasília. Passou então a pesquisar e escrever sobre assuntos histórico-militares e a colaborar em jornais e em revistas. Dos livros que escreveu, destaca-se A Epopeia de Antônio João, de 1969, que lhe rendeu o Prêmio General Tasso Fragoso, da Biblioteca do Exército.
Faleceu aos 102 anos de infecção pulmonar em sua residência no Rio Comprido. Foi casado com Leontina Queirós de Mello, com quem teve quatro filhos, entre os quais, o coronel Luís Gonzaga de Mello.

### Obras publicadas
- Coronel Ricardo Franco (1953);
- Os Santos Militares (1954);
- A História do Forte de Coimbra - Volume I (1958);
- A História do Forte de Coimbra - Volume II (1959);
- A História do Forte de Coimbra - Volume III (1960);
- A História do Forte de Coimbra - Volume IV (1961);
- Um Homem do Dever (1964);
- A Epopeia de Antônio João (1969).